# Bezirk Ķegums
Der Bezirk Ķegums (Ķeguma novads) war ein Bezirk im Zentrum Lettlands in der historischen Landschaft Livland, etwa 50 km ostsüdöstlich der Hauptstadt Riga. Er bestand von 200 bis 2021. Bei der Verwaltungsreform 2021 wurde der Bezirk aufgelöst, seine Gemeinden gehören seitdem zum Bezirk Ogre.

## Geographie
Das Bezirksgebiet lag in den historischen Landschaften Livland und Semgallen, nördlich und südlich der Düna. Die Verkehrsverbindung besteht durch den befahrbaren Damm des 1939 erbauten Wasserkraftwerks Ķegums.

## Bevölkerung
Der Bezirk bestand aus den vier Gemeinden (pagasts) Rembate, Birzgale, Tome und dem Verwaltungszentrum Ķegums. 6306 Einwohner lebten 2010 im Bezirk Ķegums.

## Nachweise
1. ↑  Vides aizsardzības un reģionālās attīstības ministrija (Ministerium für Naturschutz und Regionalentwicklung), Karten und Auflistung der Verwaltungseinheiten, abgerufen am 19. Juli 2021